# 1879 у залізничному транспорті
1879 у залізничному транспорті
Шаблон:Роки на залізниці
Шаблон:Навігація по року

## Події

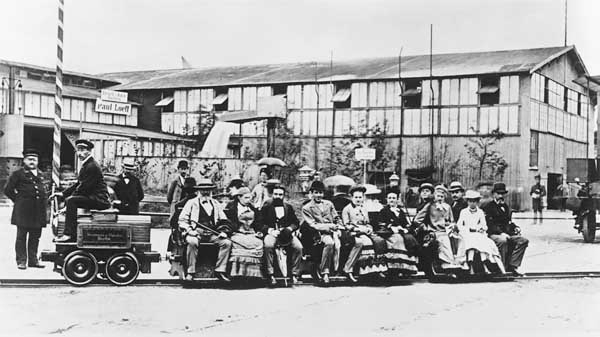
Електрична залізниця компанії Siemens & Halske на Берлінській виставці 1879 року.

- 31 травня на Берлінській торговельній виставці демонструється електрифікована залізниця, розроблена Вернером Сіменсом яка побудована його компанією Siemens & Halske[en].
- В Індії розпочато будівництво Дарджилінг-Гімалайської залізниці.
- У Російській імперії з 31 січня введена єдина залізнична форма[1].
- У Москві відбувся перший дорадчий з'їзд інженерів служби тяги і шляхів сполучення, який надалі скликався майже щорічно аж до 1917 року[1].
- Електромеханік О.І. Графтіо (батько Г.Й. Графтіо) спільно з інженером В.Д. Зальманом винайшов і збудував перший у Російській імперії локомотивний швидкостемір[ru].

## Новий рухомий склад
- На станції Мінеральні Води Владикавказької залізниці[ru] був випробуваний роторний снігоочисник, побудований машиністом Беренсом[1].

## Персони

### Народилися
- 1 січня Микола Віссаріонович Некрасов — російський політичний діяч, інженер. У 1917 році — міністр шляхів сполучення Тимчасового уряду.
- 12 травня Тинишпаєв Мухамеджан Тинишпаєвич[ru] — казахський громадський діяч, залізничник, активний учасник проектування і будівництва Туркестано-Сибірської магістралі.